# Gran Turismo Concept
Gran Turismo Concept – gra z serii Gran Turismo wyprodukowana przez Polyphony Digital, wydana przez Sony Computer Entertainment.

## Rozgrywka
Gran Turismo Concept jest grą wyścigową z serii Gran Turismo. Dostępnych jest w niej około 100. samochodów (m.in. Lotus Elise Type 72, Volkswagen W12, Mercedes SL55AMG, Audi ABT TT oraz Toyota Pod), wśród nich są samochody z poprzedniej części oraz duża liczba nowych. Nowe samochody to te, które zostały zaprezentowane na targach samochodowych w Tokio, Genewie i Detroit w 2002 roku. W zmieniono systemy gry, gracz może robić licencje lub jeździć w trybie arcade. Za każdą licencję gracz otrzymuje jeden lub dwa samochody. System ustawień samochodu został uproszczony. Trasy w grze pochodzą z Gran Turismo 3: A-Spec, dwie trasy Tokyo R246 oraz Autumn Ring zostały dodane. Europejska wersja gry jest znacznie trudniejsza od amerykańskiej.

## Wersje

### 2001 Tokyo
2001 Tokyo jest pierwszą wersją. Została wydana w Japonii i Azji Południowo-Wschodniej 1 stycznia 2002 roku. W Japonii sprzedał się w nakładzie 430,000 a w Azji Południowo-Wschodniej w 100,000 egzemplarzy.

### 2002 Tokyo-Seoul
2002 Tokyo-Seoul jest drugą wersją. Została wydana 16 maja 2002 roku w Korei Południowej, sprzedano tam 90,000 egzemplarzy.

### 2002 Tokyo-Geneva
2002 Tokyo-Geneva jest trzecią i ostatnią wersją. Została wydana 17 lipca 2002 roku w Polsce i Europie, w Stanach Zjednoczonych grę wydano 19 lipca 2002 roku. W Europie gra sprzedała się w nakładzie 1 000 000 egzemplarzy, w Azji w 120 000 egzemplarzy.